# Nurra
La Nurra (nome forse derivato da Nure) è una sub-regione storica nonché area agricola pianeggiante del nord-ovest della Sardegna, situata nel quadrilatero compreso fra Alghero, Sassari, Porto Torres e Stintino, tra il golfo dell'Asinara a nord-est, il mar di Sardegna ad ovest, dal Riu Mannu a est e dai rilievi del Logudoro a sud-est. È compresa dai territori dei comuni di Sassari (Nurra di Sassari), Stintino, Alghero (Nurra di Alghero) e Porto Torres (anticamente detta "Nurra bainzina").
Ha dato il nome all'omonimo consorzio di bonifica che si è occupò di riqualificare i territori, così come è stato fatto in epoca fascista per favorire la creazione di Fertilia.
il suo territorio è stato suddiviso in 2 dagli ambiti di paesaggio presenti nella fase costiera (che hanno come obiettivo la tutela del territorio e delle sue biodiversità) del piano paesaggistico regionale della regione Sardegna: La parte sud cioè dalla torre di Poglina fino alla torre di porto Ferro è stata racchiusa nell'ambito 13 denominato Alghero, mentre da porto Ferro fino all'isola dell'Asinara è stata racchiusa nell'ambito 14 che prende il nome di golfo dell'Asinara.

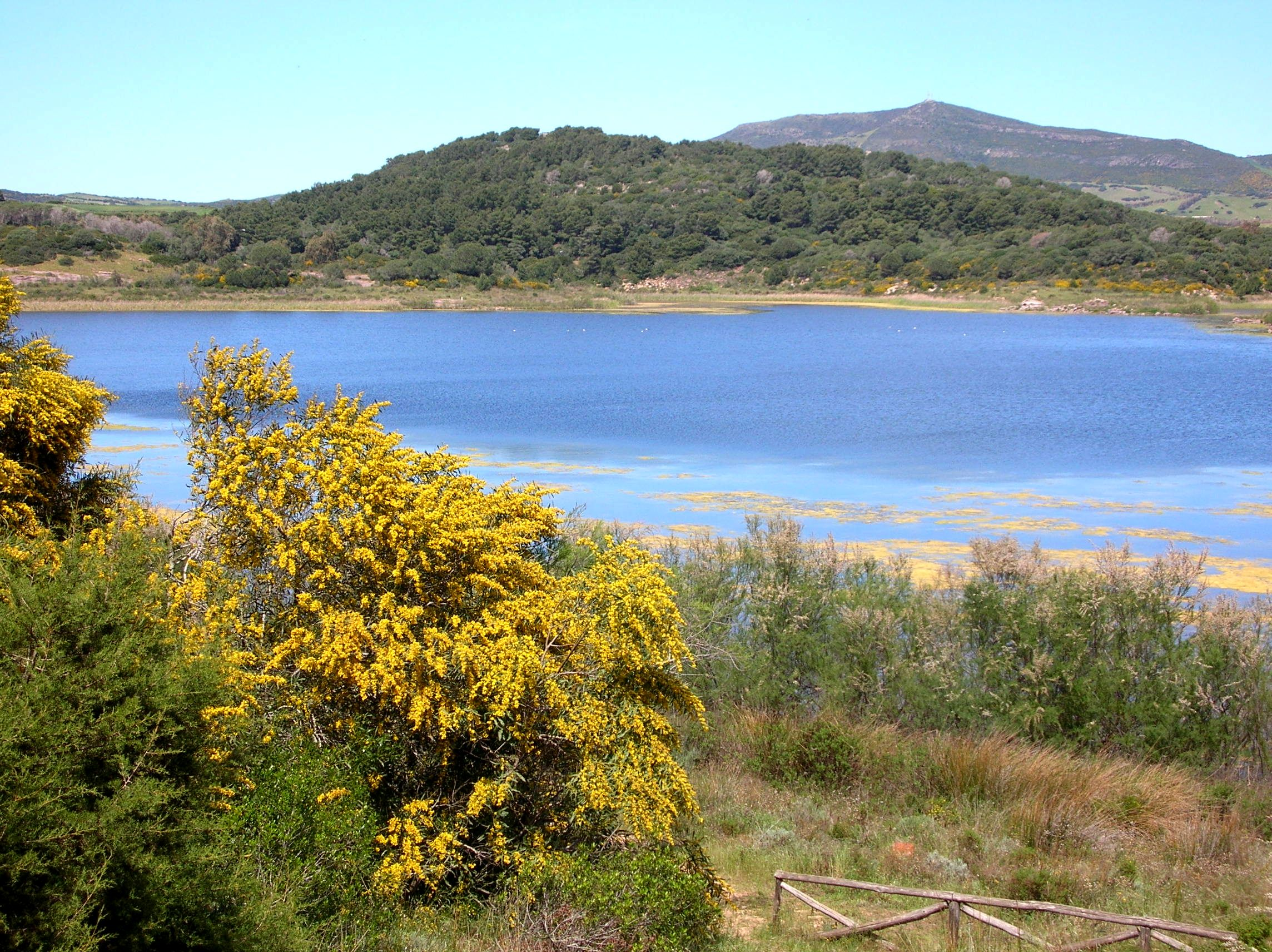
Lago di Baratz

Nel periodo estivo è facile imbattersi in varie coltivazioni cerealicole ed è particolarmente estesa nella zona della Nurra di Alghero la cintura olivetata che la racchiude. Sempre nel sud della pianura è rinomata la coltivazione della vite tant'è che ad Alghero sono presenti 2 aziende private piuttosto rinomate anche oltre i confini regionali.
Il paesaggio della Nurra oggi appare, generalmente, spoglio, costituito in gran parte da estesi pascoli, da macchia mediterranea e gariga: delle grandi foreste che un tempo la ricoprivano sino all'Ottocento, quando la regione fu stravolta dalla deforestazione ed un grave incendio, rimangono solo sparuti residui di foreste a galleria, lungo le valli.
Nella Nurra sono presenti importanti testimonianze dell'antica industria mineraria sarda, i villaggi e le miniere dell'Argentiera e Canaglia, sono parte integrante del Parco geominerario storico ed ambientale della Sardegna.

## Storia
Antica curatoria compresa nel Giudicato di Torres, era ricca di saline e miniere d'argento. Fin dal XIII secolo è appartenuta al ramo di Branca della famiglia dei Doria che all'estinzione della famiglia giudicale se ne impossessarono del tutto includendola nel loro piccolo stato fino alla guerra che li coinvolse contro la Aragona che mise a dura prova la Sardegna nord-occidentale.
Nel 1347 già molti villaggi si erano spopolati. Quelli rimasti invece soffrirono della guerra tra i catalano-aragonesi e il Giudicato d'Arborea.
Nel 1391 Brancaleone Doria invase ancora una volta il territorio. Nel 1427 il comune di Sassari venne formalmente investito dei poteri feudali sulla zona che però risentiva ancora di possibili sbarchi dai corsari nord-africani sulla coste dell'Asinara. Ancora adesso la città di Sassari detiene il titolo onorifico di "baronessa della Nurra". 
Stintino da frazione di Sassari nel 1988 diventa comune autonomo. 
La Nurra di Sassari nel 2019 diventa municipalità unica del capoluogo dopo il riconoscimento da parte del consiglio regionale della Sardegna.  
Oggi compresa tra i territori di Sassari, Porto Torres, Stintino e Alghero, la Nurra era in periodo giudicale densamente popolata con numerosi insediamenti e villaggi:
- Asinara: sito nell'isola omonima
- Bionis: sorgeva a ovest dell'attuale abitato di Porto Torres
- Casteddu: si trovava probabilmente in località Pozzo San Nicola nel comune di Stintino
- Duosnuraghes: Sorgeva nell'omonima località a pochi chilometri da Sassari
- Erisi: detto anche Santa Giusta del Monte fu occupato prima dell'estinzione da truppe arborensi
- Erquili: era situato in località San Nicola, a capo Falcone comune di Stintino
- Esse: probabili origini romane, sorgeva in località pozzo d'Esse
- Essola (o Essala): sorgeva in località San Simplicio non lontano da Sassari
- Flumensacto: oggi Fiumesanto è una zona industriale tra Stintino e Porto Torres
- Giliti: origine medievale, si spopolò a causa dell'insofferenza degli abitanti a vincoli feudali
- Issi: era sito in località Cuili Issi vicino a Sassari
- Logu: anch'esso vicino a Sassari era posto in località San Giorgio oggi attraversata dalla linea a scartamento ridotto Sassari-Alghero

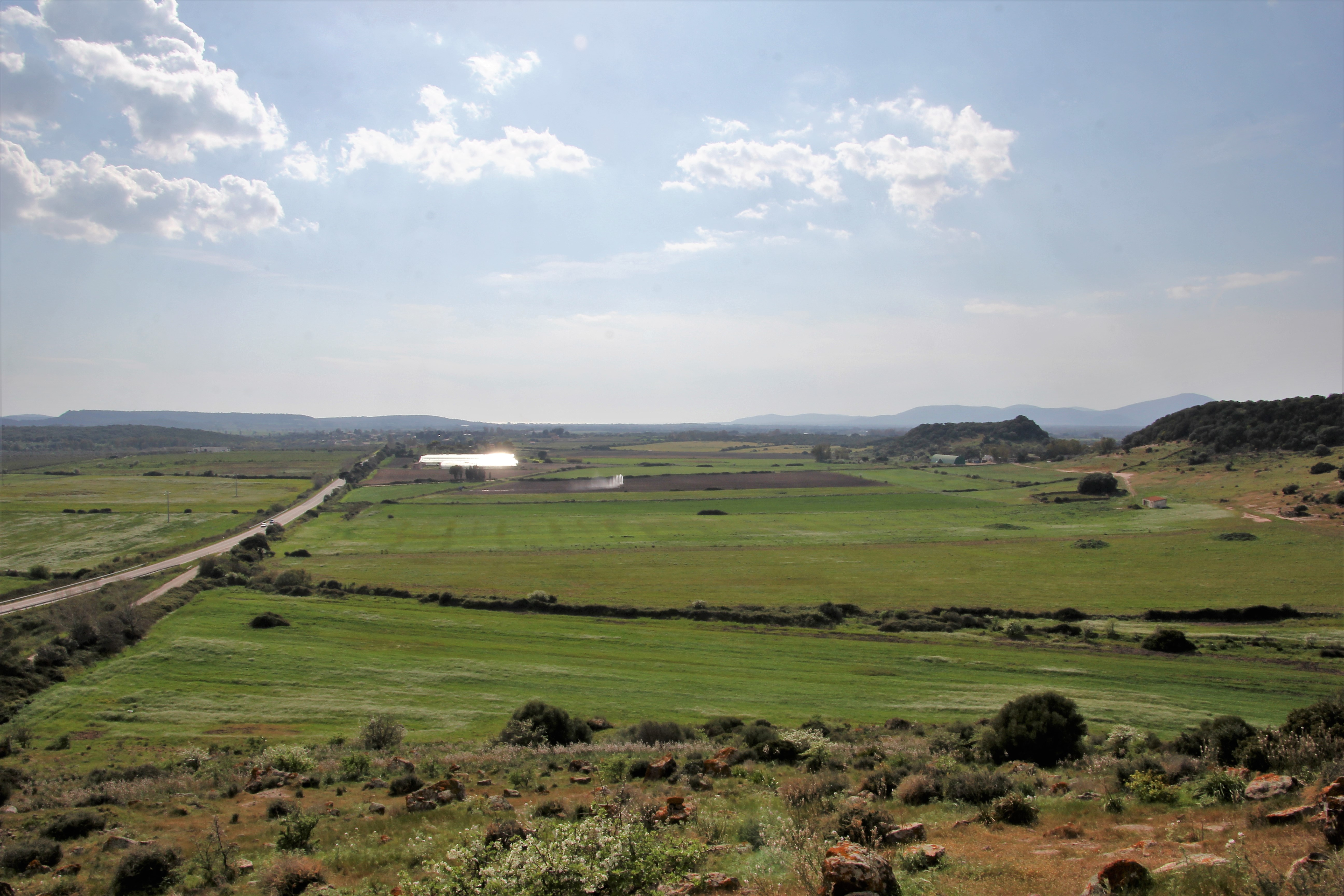
Vista in prossimità della SS 127 bis

- Nurachetos: era sito in prossimità di Porto Torres
- Nurchi: era sito nella frazione La Corte del comune di Sassari
- Occoa: sorgeva a poca distanza da Sassari
- Sojana: sito a sud di Capu Mannu località San Giovanni a Sassari
- Tamarit: origine medievale, prima della metà del XIV secolo era già spopolato
- Ultero: come Tamarit
- Uralossi: era compreso nelle vicinanze di Sassari
- Ussi: come Tamarit

## Geografia antropica
Prima delle opere di bonifica e di colonizzazione agraria effettuate durante il periodo fascista e, successivamente, nel dopoguerra, dall'ETFAS, la Nurra, risultava essere una delle regioni meno densamente popolate d'Italia (con appena 5 ab/km²), nonostante al suo margine fossero localizzati alcuni dei centri urbani più popolosi dell'isola.
La mancanza di presenza antropica in questa regione era indirizzabile principalmente alla presenza della malaria, e, soprattutto, alla penuria di risorse idriche, dovute a fattori idrogeologici, fenomeno che si riscontra, ancora oggi, maggiormente, lungo le alture scistose mesozoiche della Nurra Occidentale.
Oggi il territorio conta un discreto numero di abitanti soprattutto apportati da Alghero, Stintino e Porto Torres, a cui si aggiungono quelli localizzati in centri di piccole dimensioni, frazioni del comune di Sassari come Tottubella, Campanedda, La Corte, Palmadula, l'Argentiera, Canaglia, La Pedraia, Biancareddu.

## Infrastrutture e trasporti
L'area è attraversata dalla strada provinciale 42 dei Due Mari che collega Alghero a Porto Torres, dalla superstrada Sassari-Alghero e dalla Carlo Felice che permettono un accesso rapido a tutti i principali centri dal resto della provincia di Sassari. È inoltre attraversata in buona parte dalla ferrovia Sassari-Alghero. 
Al proprio interno è anche presente l'aeroporto di Alghero-Fertilia.